# Premio Pulitzer 1962
Quella del 1962 fu la quarantaseiesima assegnazione dei Premi Pulitzer e vide il conferimento di quattordici premi in quindici categorie, otto relative al mondo del giornalismo e sette relative al mondo della letteratura e della musica, con l'introduzione del premio per la saggistica.
In quest'edizione, la giuria fu composta da 15 membri, tra cui il presidente della Columbia University, Grayson Kirk, e fu presieduta da Joseph Pulitzer, redattore del St. Louis Post-Dispatch nonché omonimo figlio del fondatore dei premi Pulitzer, Joseph Pulitzer.

## Giornalismo
- Pubblico servizio:

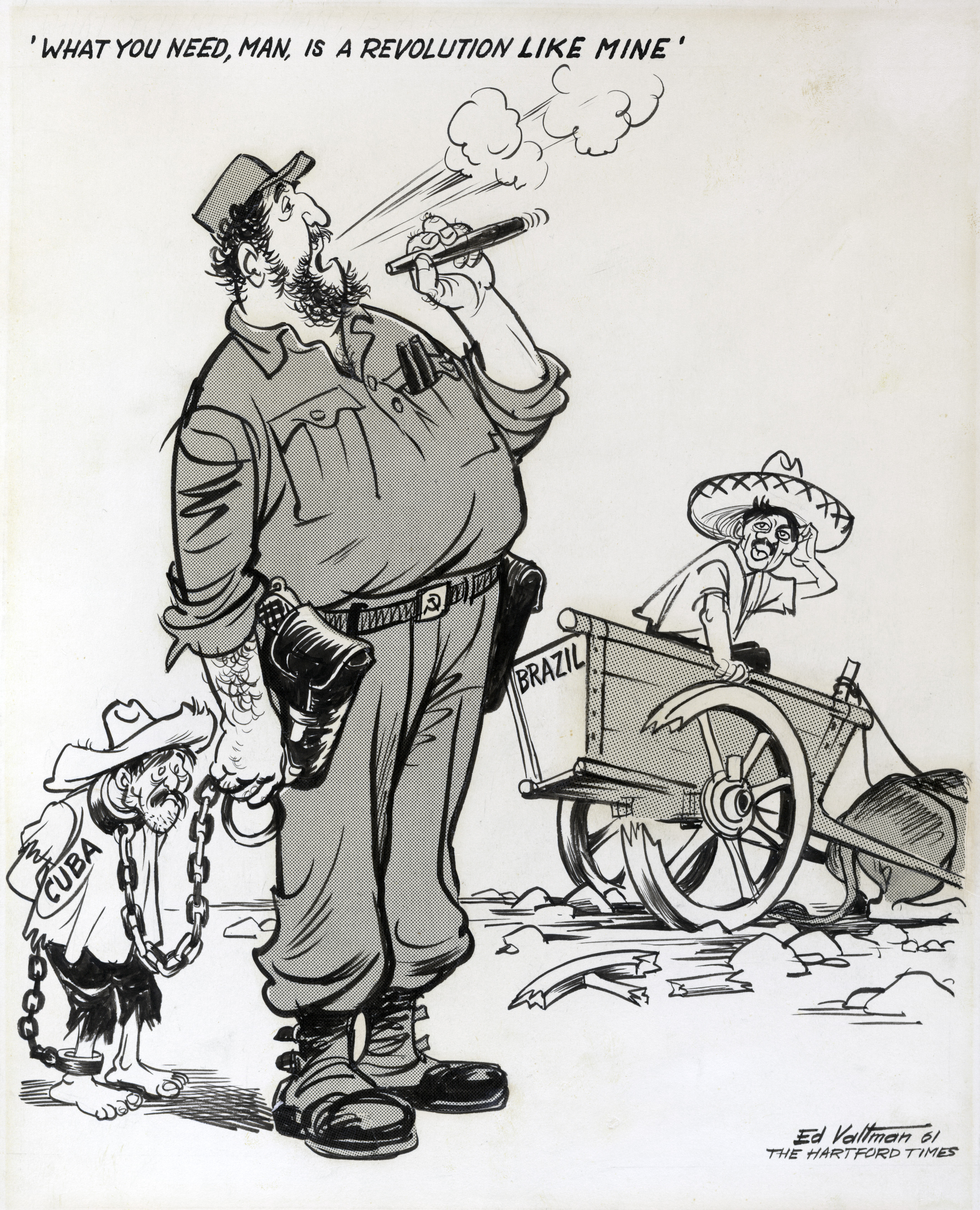
What You Need, Man, Is a Revolution Like Mine, vincitrice del premio per la miglior vignetta editoriale

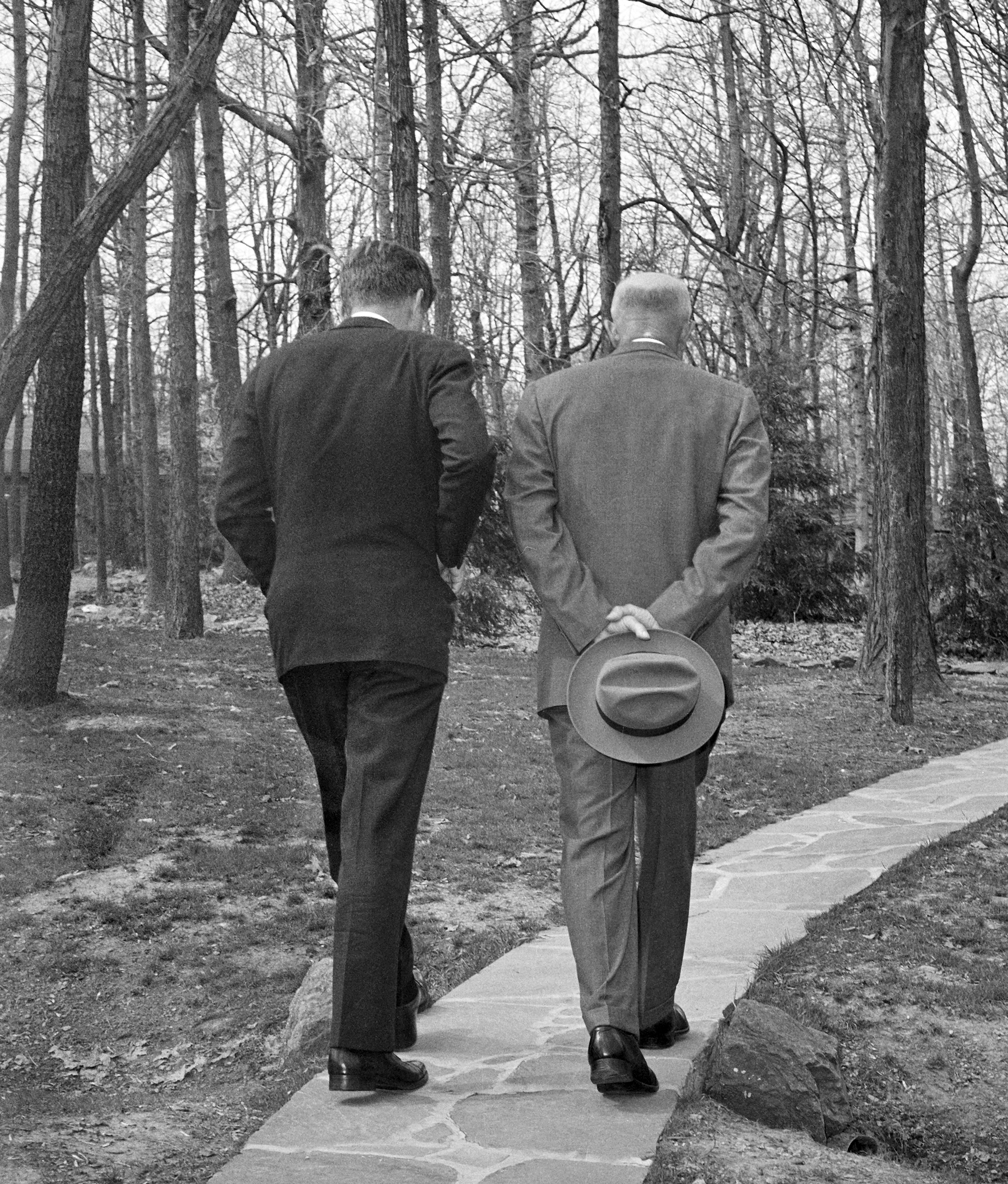
Serious Steps, la fotografia vincitrice del Premio Pulitzer nel 1962

  - Panama City News-Herald, per la sua campagna triennale contro la corruzione radicata nei centri di potere a Panama City e nella contea di Bay, Florida, che ha condotto a importati riforme nell'amministrazione.
- Giornalismo locale di ultim'ora:
  - Robert D. Mullins, del Deseret News, per la sua ingegnosa copertura di un omicidio e di un rapimento a Dead Horse Point, nello Utah.[3]
- Giornalismo locale investigativo:
  - George Bliss, del Chicago Tribune, per aver rivelato i numerosi scandali presenti nel Metropolitan Sanitary District di Chicagoland, portando all'attivazione di numerose misure correttive.
- Giornalismo nazionale:
  - Nathan G. Caldwell e Gene S. Graham, del Nashville Tennessean, per i loro sei anni di resoconti dettagliati, resi in condizioni di grande difficoltà, sulla cooperazione segreta tra i dirigenti dell'industria del carbone e lo United Mine Workers of America.
- Giornalismo internazionale:
  - Walter Lippmann, del New York Herald Tribune Syndicate, per la sua intervista del 1961 con il premier sovietico Chruščëv.
- Editoriale:
  - Thomas M. Storke, del Santa Barbara News-Press, per i suoi incisivi editoriali che hanno richiamiato l'attenzione dell'opinione pubblica sulle attività di un'organizzazione semi-segreta nota come John Birch Society.
- Vignetta editoriale:
  - Edmund S. Valtman, dell'Hartford Times, per la vignetta What You Need, Man, Is a Revolution Like Mine, pubblicata il 31 agosto 1961.
- Fotografia:
  - Paul Vathis, dell'Associated Press, per la fotografia intitolata Serious Steps, pubblicata il 22 aprile 1961.

## Letteratura, drammaturgia e musica
- Narrativa:
  - The Edge of Sadness, di Edwin O'Connor (Little).
- Drammaturgia:
  - How to Succeed in Business Without Really Trying, di Frank Loesser e Abe Burrows
- Storia:
  - The Triumphant Empire: Thunder-Clouds Gather in the West 1763-1766, di Lawrence H. Gipson (Knopf).
- Biografie o Autobiografie:
  - Nessun premio assegnato. Nonostante il comitato consultivo abbia selezionato Citizen Hearst, di W. A. Swanberg, i fiduciari della Columbia University hanno posto il veto.
- Poesia:
  - Poems, di Alan Dugan (Yale University Press).
- Saggistica:
  - The Making of the President 1960, di Theodore White (Atheneum).
- Musica:
  - The Crucible, un'opera in tre atti di Robert Ward, con libretto di Bernard Stambler, basata sull'omonimo dramma di Arthur Miller, eseguita per la prima volta dalla New York City Opera il 26 ottobre 1961.